# Charles Davenant

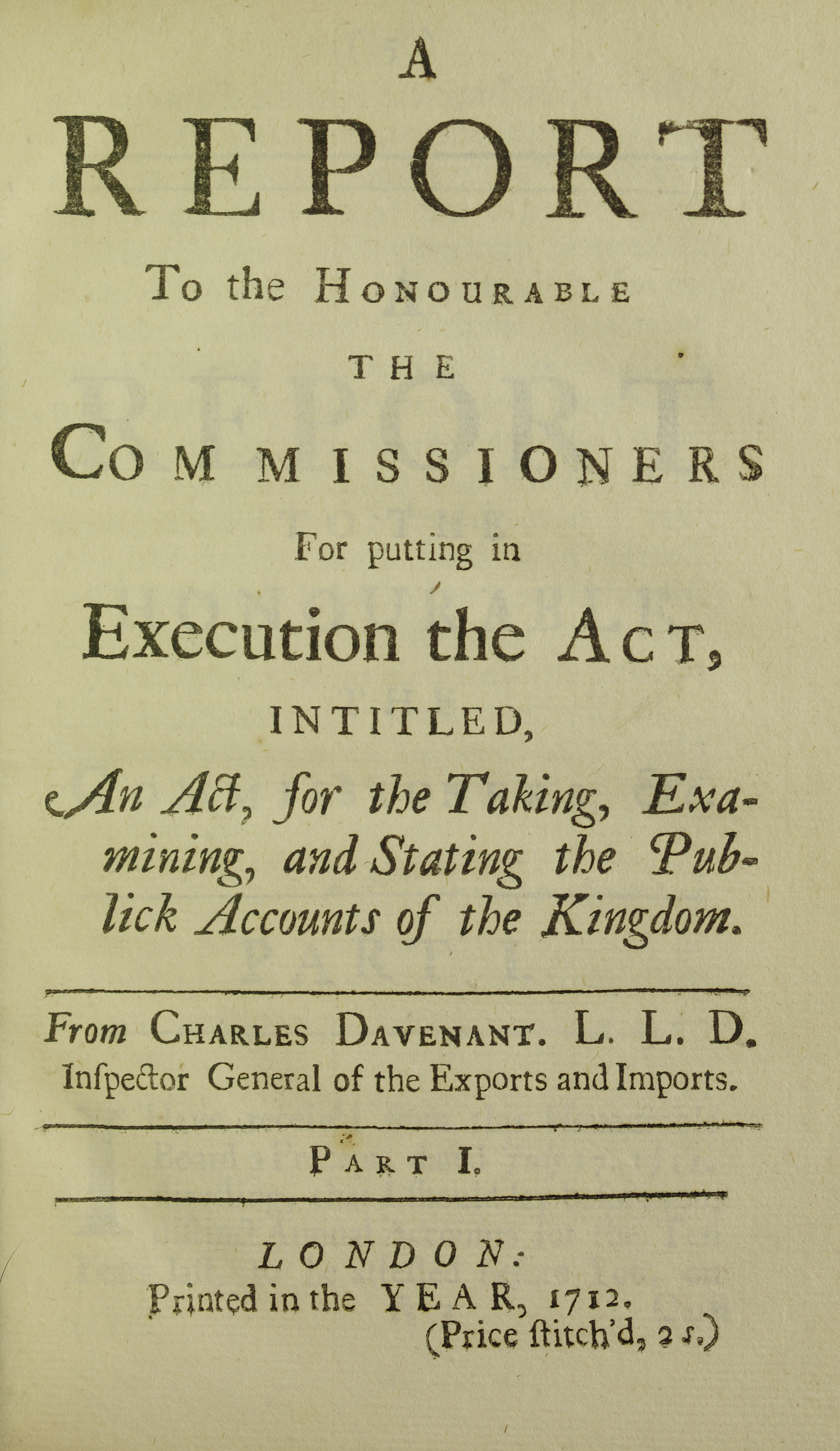
Report to the honourable the commissioners, 1712

Charles Davenant (ur. 1656 w Londynie, zm. 1714) – brytyjski polityk, urzędnik w randze generalnego inspektora handlu zagranicznego. Autor dzieł z dziedziny ekonomiczno-militarnej. Davenant oraz William Petty byli prekursorami ekonomiki wojennej (ekonomiki obrony). Obaj autorzy korzystali z nowej w ówczesnych czasach metody badawczej zwanej arytmetyką polityczną. W traktatach Davenanta można znaleźć nowatorskie koncepcje, które wyznaczyły kierunek dla kolejnych pokoleń autorów zajmujących się problematyką ekonomiczno-militarną. Są to:
- zalążki analizy potencjału militarno-ekonomicznego
- próba znalezienia jednolitego miernika tego potencjału

Syn angielskiego poety Williama Davenanta.

## Dzieła
- O sposobach i środkach zaopatrzenia wojny (1695)